# Рэй, Аллен
Аллен (Эл) Рэй (англ. Allen Rae; 26 декабря 1932, Уэйберн, Саскачеван — 20 августа 2016) — канадский баскетбольный судья. Кавалер Ордена ФИБА за заслуги (1997), член Зала славы ФИБА с 2007 года и Зала баскетбольной славы Канады с 2000 года.

## Биография
Аллен Рэй, уроженец Саскачевана, окончивший среднюю школу им. Дэниела Макинтайра в Виннипеге, проходил службу в Королевской канадской конной полиции с 1952 по 1972 год, в том числе в посольствах Канады в Штутгарте, Дели и Токио. Свою карьеру баскетбольного арбитра он начал ещё в процессе службы и обслуживал в этом качестве баскетбольные матчи четырёх Олимпийских турниров — 1964, 1968, 1972 и 1976 годов, включая полуфиналы в трёх первых случаях. Он также судил баскетбольные турниры Панамериканских игр и Универсиад и пользовался таким авторитетом в качестве арбитра, что был специально приглашён судить финал чемпионата Европы 1975 года в Белграде.
По окончании службы в RCMP Рэй работал в Управлении спорта Канады, одновременно работая над получением первой академической степени по политологии в Карлтонском университете, но позже вернулся в баскетбол. В 1980-е годы он занимал пост генерального директора Федерации баскетбола Канады и выполнял обязанности технического комиссара на Панамериканских играх 1983 года, чемпионате мира 1990 года и Олимпийских играх 1984, 1988 и 1992 годов. С 1983 по 1993 год Рэй был председателем технической комиссии ФИБА Америка, а с 1984 по 1994 год — вице-председателем технической комиссии ФИБА. 
В 1989 году Аллен Рэй стал одним из основателей Баскетбольного фонда Нейсмита в Олмонте (Онтарио) и больше десяти лет занимал пост президента этой организации. Он был также основателем и президентом Ассоциации спортивных судей Канады (основана в 2001 году).
Аллен Рэй умер в августе 2016 года в возрасте 83 лет. Он пережил свою жену Берил, с которой состоял в браке с 1956 года, и оставил после себя сына Аллана. Аллен Рэй похоронен на Национальном кладбище Бичвуд.

## Признание заслуг
Заслуги Аллена Рэя перед баскетболом отмечены многочисленными наградами, в том числе национального и международного уровня. В 1997 году он был удостоен Ордена ФИБА за заслуги, став первым представителем Северной Америки, получившим эту награду. В 2002 году Рэй получил награду за заслуги на протяжении карьеры от Ассоциации тренеров Канады, а в 2006 году — аналогичную награду от мэрии Оттавы. Его имя внесено в списки Залов баскетбольной славы Манитобы (в 1998 году) и Оттавы, в 2000 году он стал членом Зала баскетбольной славы Канады, а в 2007 году — Зала славы ФИБА.